# Azilone-Ampaza
Azilone-Ampaza település Franciaországban, Corse-du-Sud megyében. Lakosainak száma 203 fő (2022. január 1.). Azilone-Ampaza Zévaco, Forciolo, Frasseto, Santa-Maria-Siché és Zigliara községekkel határos.

## Népesség
A település népességének változása:
| Lakosok száma | 178  | 101  | 77   | 128  | 162  | 174  | 184  | 187  | 193  | 203  |
|               | 1968 | 1982 | 1990 | 2006 | 2013 | 2015 | 2017 | 2019 | 2020 | 2022 |